# Вилијамс Крик (Индијана)
Вилијамс Крик (енгл. Williams Creek) град је у америчкој савезној држави Индијана.

## Демографија
По попису из 2010. године број становника је 407, што је 6 (-1,5%) становника мање него 2000. године.
| Група             | 2000.       | 2010.       |
| Белци             | 403 (97,6%) | 384 (94,3%) |
| Афроамериканци    | 1 (0,2%)    | 4 (1,0%)    |
| Азијати           | 3 (0,7%)    | 6 (1,5%)    |
| Хиспаноамериканци | 0 (0,0%)    | 10 (2,5%)   |
| Укупно            | 413         | 407         |